# Joan Blanquera i Bellvehí
Joan Blanquera i Bellvehí (Santa Coloma de Farners, 28 de febrer de 1937) fou un futbolista català de les dècades de 1950 i 1960.

## Trajectòria
Començà a destacar al Girona FC, d'on fou fitxat pel CD Comtal, club on jugà cinc temporades, arribant a disputar vuit partits amistosos amb el primer equip del Barça. A continuació passà pel Reial Múrcia CF, Córdoba CF, Cartagena FC i Llevant UE, finalitzant la seva carrera novament al Girona. Disputà un partit amb la selecció catalana enfront una selecció de Rio de Janeiro.
Els seus fills Joan i Josep també van ser futbolistes.